# You Are On My Mind
You Are On My Mind is een single uit 1977 van de band Chicago. Het is geschreven door trombonist James Pankow en werd een jaar eerder opgenomen voor het album Chicago X, ook wel de chocolade-elpee genoemd. Het Braziliaans-getinte You Are On My Mind zou oorspronkelijk worden gezongen door een van de frontmannen; bassist Peter Cetera, gitarist Terry Kath en pianist Robert Lamm. Geen van drieën wisten ze het juiste gevoel te pakken, en nadat ook andere bandleden het vergeefs hadden uitgeprobeerd stelde producer James Guerco voor om het door Pankow zelf te laten zingen. Dit resulteerde in een Amerikaanse top 40-hit en een vervolgnummer (Till The End Of Time) op het album Chicago XI. 

## Live-uitvoeringen
You Are On My Mind was een vast onderdeel bij de tournees van 1976-77 en 2007-08. Tijdens de Europese concerten van eerstgenoemde tournee werd het als openingsnummer gespeeld.